# Rachmistrz
Rachmistrz – osoba zawodowo zajmująca się liczeniem, głównie przeliczaniem ksiąg przychodów i rozchodów. Dawniej rachmistrz zatrudniony był w każdym większym przedsiębiorstwie. Obecnie podobną funkcję (z nieco szerszym zakresem obowiązków) pełni księgowy.
2. Wojsko – żołnierz w artylerii zajmujący się określaniem danych do prowadzenia ognia.
3. Rachmistrz spisowy – osoba, która zbiera w trakcie spisów statystycznych dane w drodze bezpośredniego wywiadu z badanym (zarówno w badaniu reprezentacyjnym, jak i w badaniu pełnym). Rachmistrzowie spisowi powoływani są przez dyrektora urzędu statystycznego, na wniosek gminnego komisarza spisowego (wójta, burmistrza bądź prezydenta miasta).
Kandydatem na rachmistrza spisowego może być osoba: pełnoletnia, posiadająca co najmniej wykształcenie średnie, korzystająca z pełni praw publicznych.
Rachmistrz spisowy obowiązany jest do zachowania tajemnicy statystycznej, co potwierdza złożeniem przyrzeczenia o ustawowo określonej treści.